# 圣母岩 (比亚里茨)

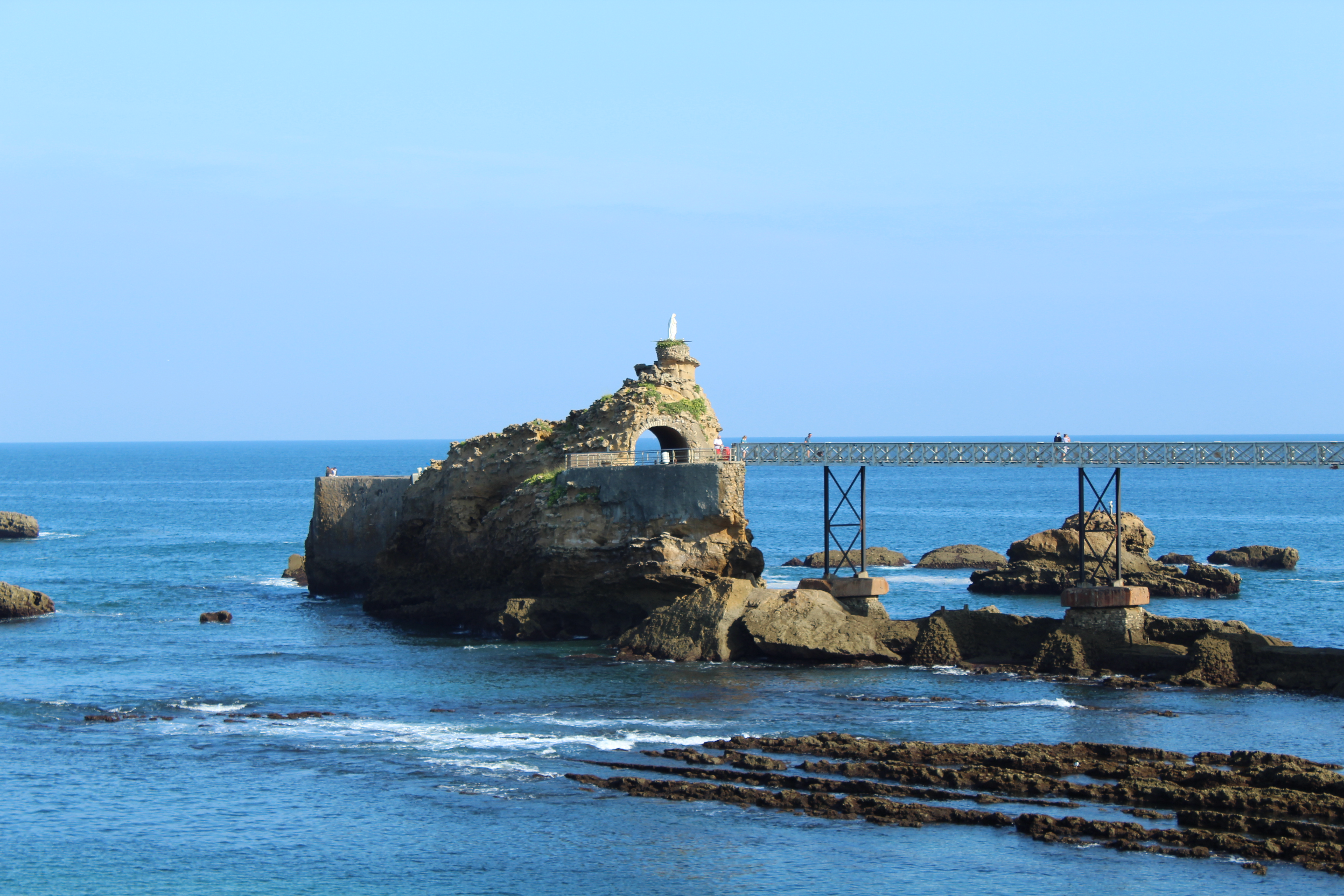

圣母岩（Rocher de la Vierge）是一个天然旅游景点，位于法国新阿基坦大区大西洋比利牛斯省比亚里茨。形如一个长长的船体，俯瞰圣母雕像。它是该市的标志性纪念碑。从岩石的顶部，可以欣赏到整个比亚里茨湾，两侧的大海滩（Grande Plage），巴斯克海岸（côte basque）到比利牛斯山脉。
圣母岩在老港（Port-Vieux）和渔港（Port des pêcheurs）之间，隔开这两个港口的是阿塔雷岩石（rocher de l'Atalaye），位于俯瞰大海的海角的顶部，是捕鲸的地方，1864年，在拿破仑三世的倡议下，修建了一条75米长的隧道。岩石可通过走道进入；也可以通过隧道穿过。

## 历史
在15世纪，这块岩石称为库隆岩（rocher de Cucurlon） 是一个半岛。拿破仑三世皇帝为建造避风港和堤坝而凿开岩石，修建了一座76米的高架桥，将岩石与海岸相连。1865年，波尔多的杜克父子工作室在那里竖立了十字架和圣母像，并在巴约纳的法国-西班牙博览会上购买。1865年6月11日，比亚里茨的卡索神父为圣母玛利亚祝福。1887年，埃菲尔铁厂的一座金属桥取代了一座1863年的旧木桥。
2011年2月3日，女演员玛丽亚·施耐德（Maria Schneider）去世，享年58岁，她的骨灰散落在比亚里茨的圣母岩前。   

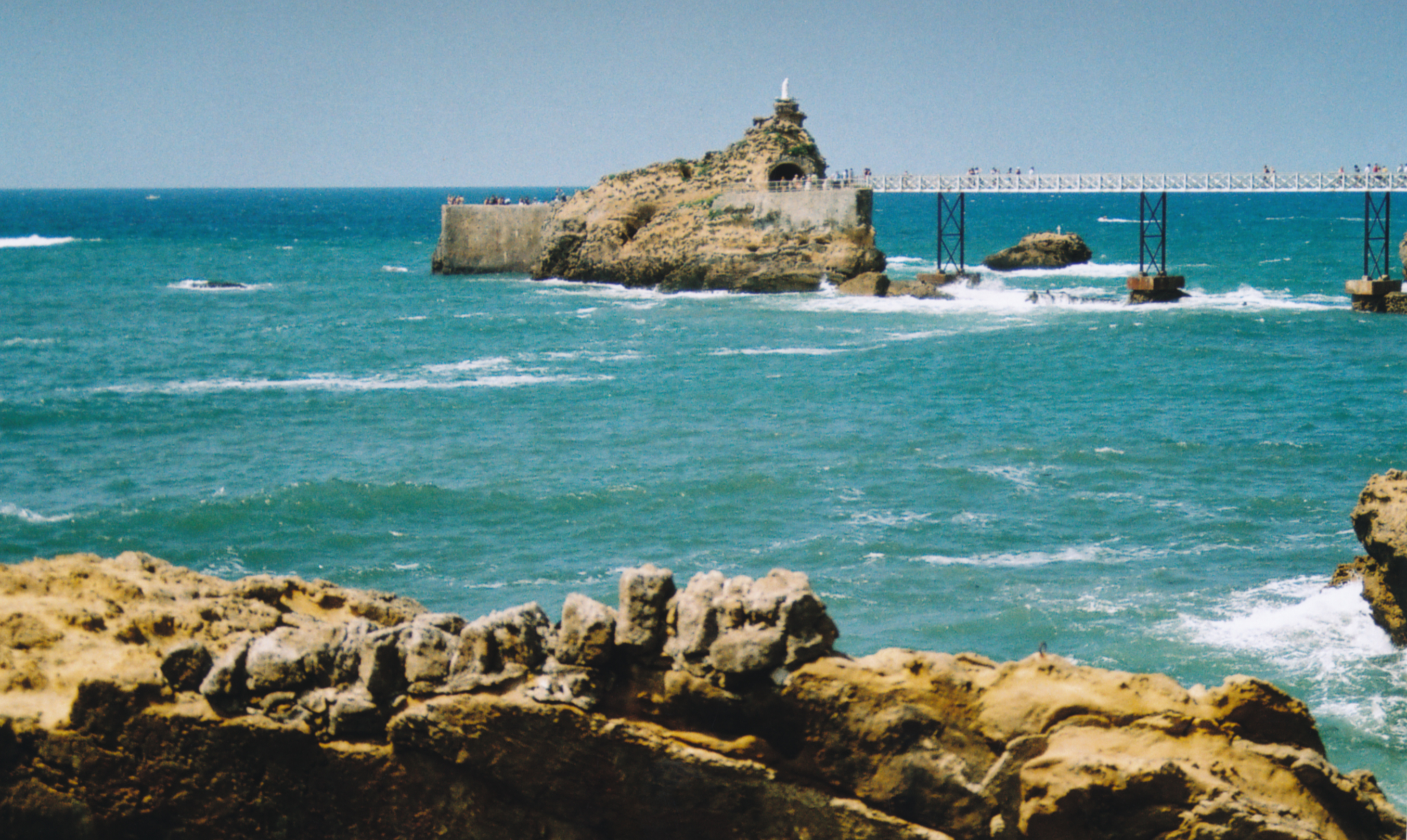
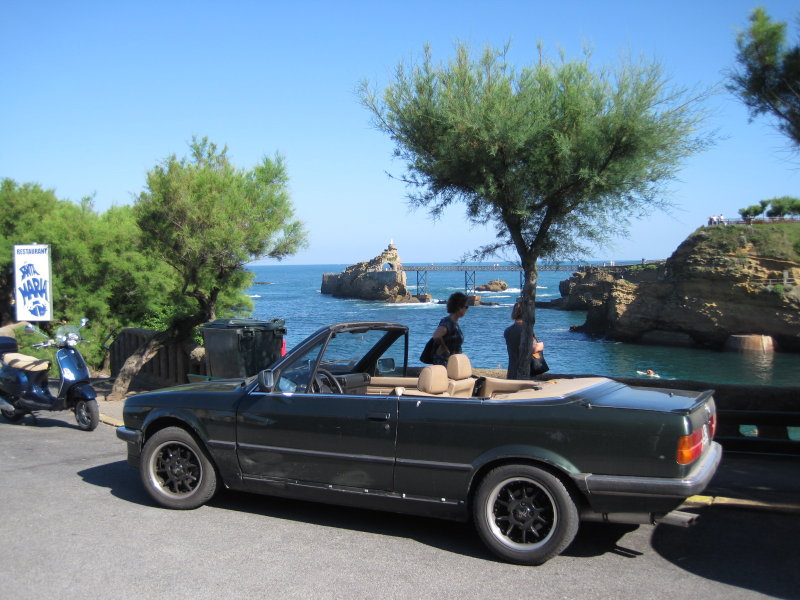
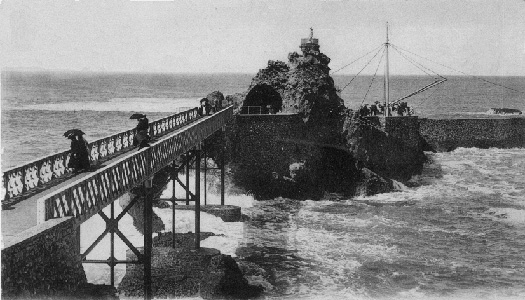
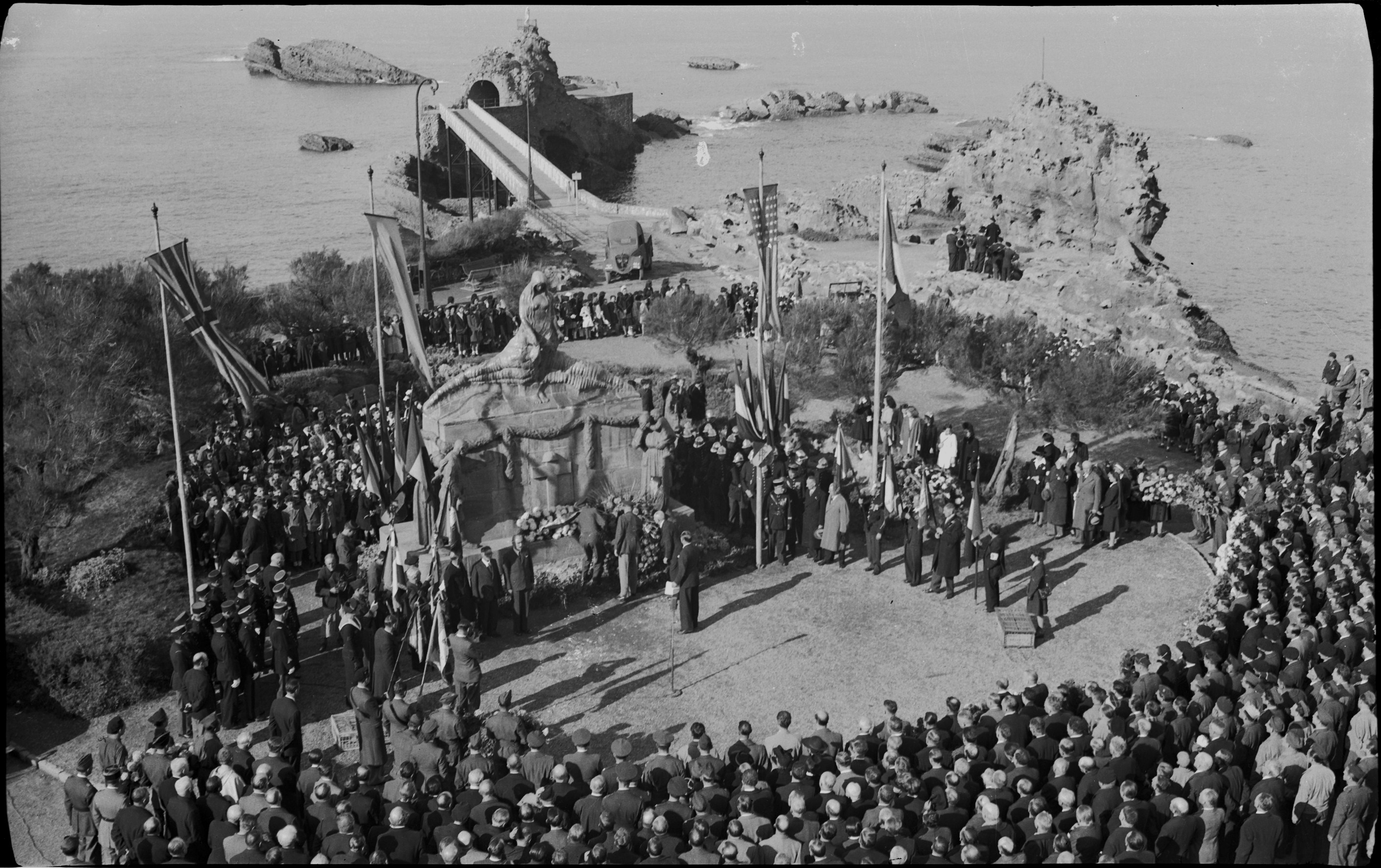
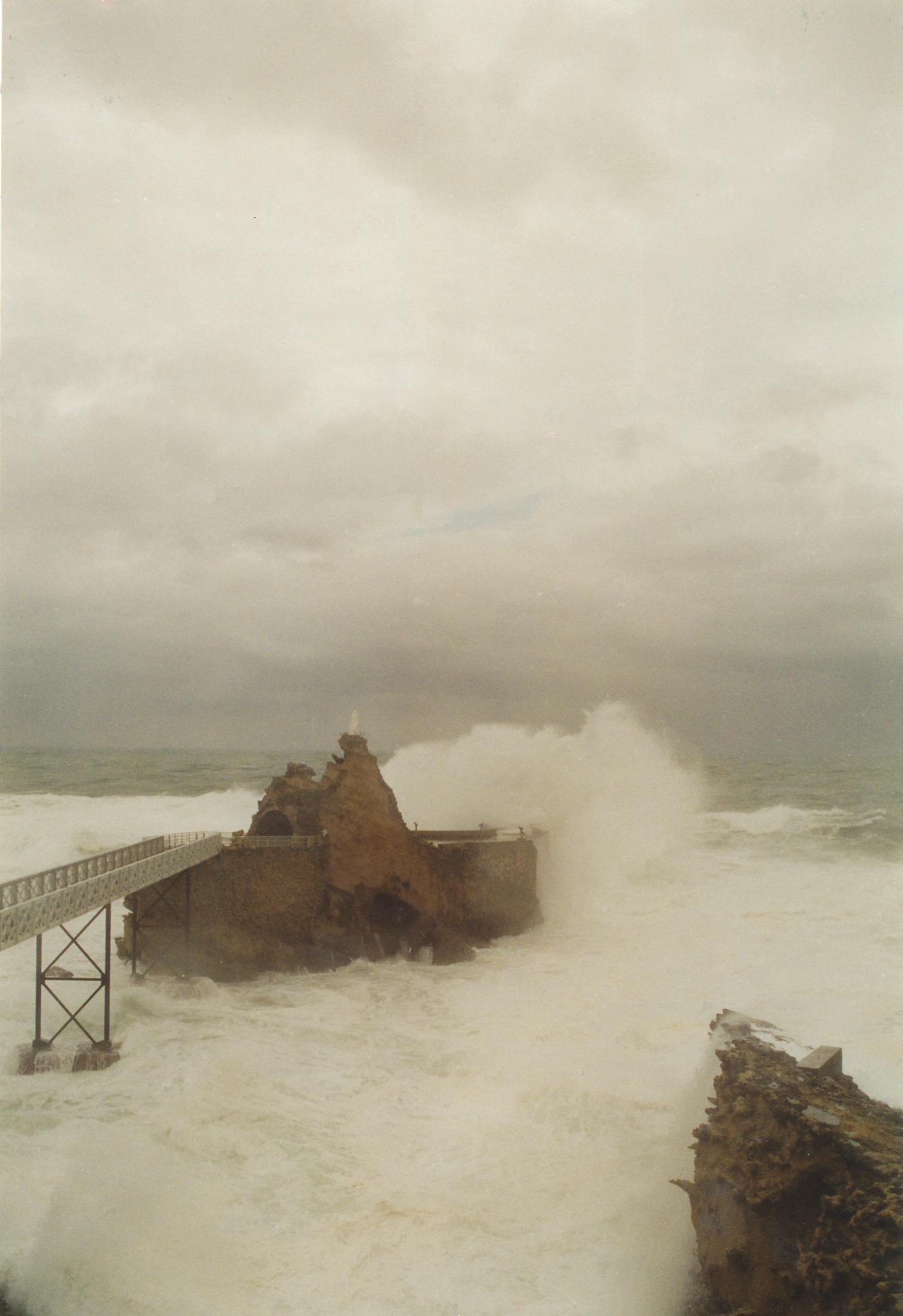
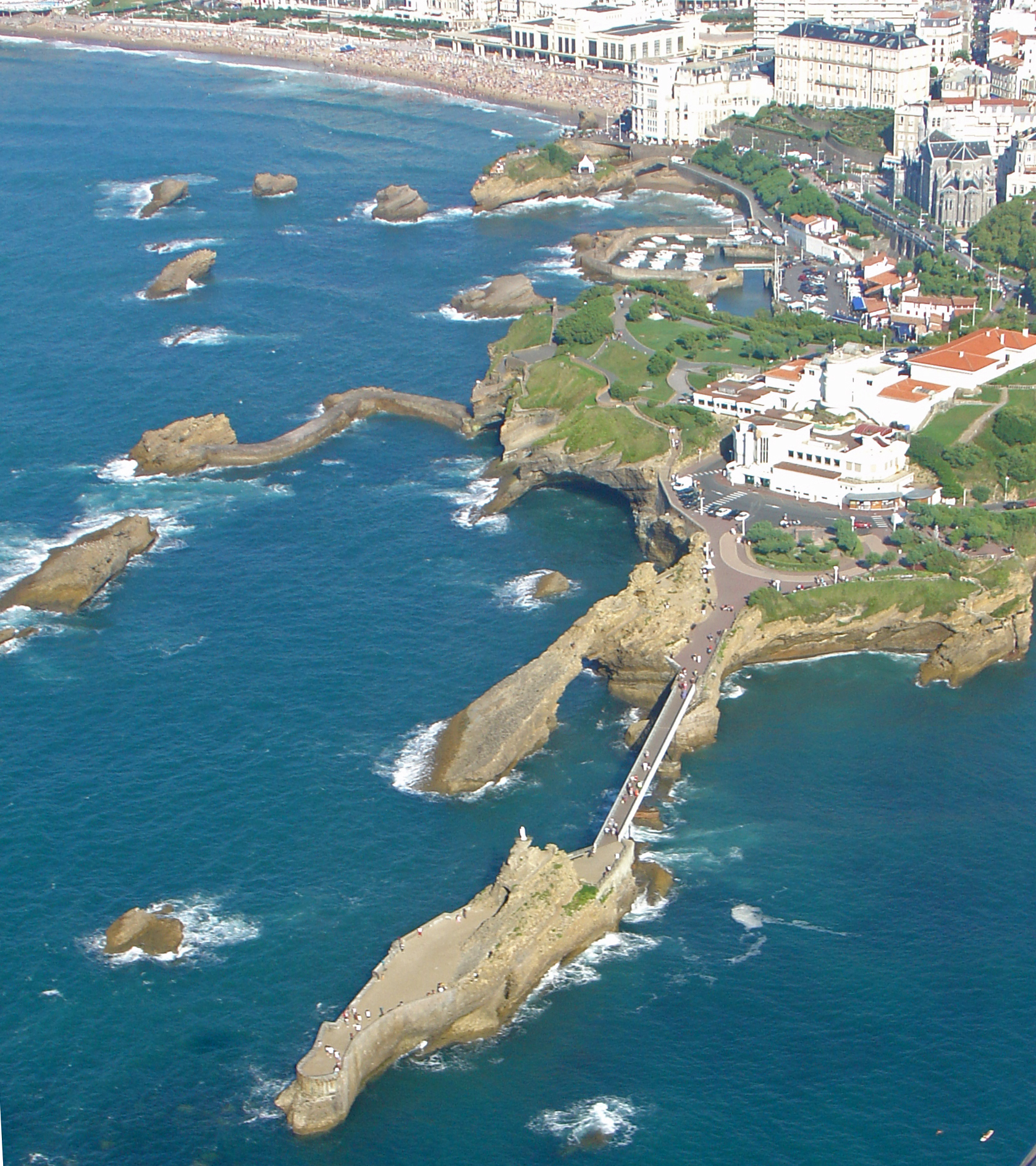